# ジャファル・イリスメトフ
ジャファル・トゥルスムバエヴィチ・イリスメトフ (英語: Jafar Irismetov、ウズベク語: Жафар Турсумбаевич Ирисметов、ロシア語: Джафар Ирисметов、1976年8月23日 - ) は、ウズベキスタンの元プロサッカー選手である。現役時代ポジションはFW。

## キャリア
2012年1月5日、国際サッカー歴史統計連盟 (IFFFS) は「トップディヴィジョンで活動する世界の現役サッカー選手のゴール数一覧」を発表し、ジャファル・イリスメトフは9位にランクインした。イリスメトフはプロサッカー選手として434試合に出場、239ゴールを挙げている。

## ウズベキスタン代表
イリスメトフはサッカーウズベキスタン代表に1997年から2007年まで招集され、36試合に出場、15ゴールを挙げた。

## 獲得タイトル

### クラブ
- FCドゥストリク
  - ウズベク・リーグ: 2000
  - ウズベキスタン・カップ: 2000
- FCスパルタク・モスクワ
  - ロシア・プレミアリーグ: 2001
- FCパフタコール・タシュケント
  - ウズベク・リーグ: 2003
- FCカイラト
  - カザフスタン・プレミアリーグ: 2004
- FCアルマトイ
  - カザフスタン・カップ: 2006
- 遼寧宏運
  - 中国サッカー・甲級リーグ: 2009

### 個人タイトル
- クラブ200・ベラドル・アブドゥライモフ会員
- ウズベク・リーグ得点王 (3): 1996, 1997, 2000
- カザフスタン・プレミアリーグ得点王 (2): 2006, 2007